# San Marcos, San Andrés Tuxtla
San Marcos är en ort i Mexiko.   Den ligger i kommunen San Andrés Tuxtla och delstaten Veracruz, i den sydöstra delen av landet, 400 km öster om huvudstaden Mexico City. San Marcos ligger 226 meter över havet och antalet invånare är 145.
Terrängen runt San Marcos är kuperad norrut, men söderut är den platt. Runt San Marcos är det ganska tätbefolkat, med 83 invånare per kvadratkilometer. Närmaste större samhälle är San Andres Tuxtla, 6,9 km nordväst om San Marcos. Omgivningarna runt San Marcos är en mosaik av jordbruksmark och naturlig växtlighet.